# Grateful Dead (musikalbum)
Grateful Dead är The Grateful Deads andra livealbum och det lanserades som dubbel-LP 1971 på Warner Bros. Records. Albumet är på grund av omslagsbilden känt under den inofficiella titeln Skull & Roses. Från början skulle det haft en annan titel, men denna stoppades av skivbolaget som ansåg att den var för obscen. Till skillnad från gruppens förra livealbum, Live/Dead innehåller detta album fler exempel på de coverlåtar gruppen framförde under konsert.

## Låtlista
(kompositör inom parentes)
1. "Bertha" (Jerry Garcia / Robert Hunter) – 5:27
2. "Mama Tried" (Merle Haggard) – 2:42
3. "Big Railroad Blues" (Noah Lewis) – 3:34
4. "Playing in the Band" (Hunter / Bob Weir) – 4:39
5. "The Other One" (Bill Kreutzmann / Weir) – 18:05
6. "Me and My Uncle" (John Phillips) – 3:06
7. "Big Boss Man" (Luther Dixon / Al Smith) – 5:12
8. "Me and Bobby McGee" (Fred Foster / Kris Kristofferson) – 5:43
9. "Johnny B. Goode" (Chuck Berry) – 3:42
10. "Wharf Rat" (Garcia / Hunter) – 8:31
11. "Not Fade Away" (Buddy Holly / Norman Petty) / "Goin' Down the Road Feeling Bad" (trad.) – 9:14

## Listplaceringar
- Billboard 200, USA: #25[2]